# Cliff Bowes
Pour les articles homonymes, voir Bowes.
Cliff Bowes, né le 14 novembre 1894 à Pueblo, Colorado (États-Unis) et mort le 6 juillet 1929 à Los Angeles, est un acteur américain du cinéma muet.

## Filmographie
- 1916 : His Lying Heart de Ford Sterling
- 1917 : Cactus Nell de Fred Hibbard
- 1917 : Erreur de chambre (A Bedroom Blunder) de Edward F. Cline et Hampton Del Ruth
- 1917 : Thirst de Fred Hibbard : Colocataire d'Ambroise
- 1917 : Les Déboires de Philomène (Are Waitresses Safe?) de Hampton Del Ruth et Victor Heerman
- 1918 : His Hidden Purpose de Edward F. Cline
- 1918 : Watch Your Neighbor de Hampton Del Ruth et Victor Heerman
- 1919 : A Lucky Dog's Day de William Watson
- 1920 : A Parcel Post Husband de Charles Reisner
- 1920 : Good Little Brownie
- 1920 : Red Hot Finish de William Watson
- 1920 : Up in Mary's Attic de William Watson : Waldo Pennanink
- 1920 : A Lyin' Tamer de Charles Reisner
- 1921 : Happy Daze de Charles Reisner
- 1921 : Back Stage de William Watson
- 1921 : Should Stepmothers Trifle? de William Watson
- 1921 : Ice Box Pirates de William Watson
- 1921 : Heart Breakers de William Watson
- 1923 : Exit, Stranger de Fred Hibbard
- 1923 : Between Showers de Fred Hibbard
- 1923 : Tail Light de Fred Hibbard
- 1923 : Wrecks de Fred Hibbard
- 1923 : West Is West de Fred Hibbard
- 1923 : His New Papa de Fred Hibbard
- 1923 : Moving de Fred Hibbard
- 1923 : The Limit de Fred Hibbard
- 1923 : Simple Sadie de Gilbert Pratt
- 1923 : Heads Up de Fred Hibbard
- 1923 : Hang On de Fred Hibbard
- 1923 : Hot Sparks de Norman Taurog
- 1923 : Under Covers de Norman Taurog
- 1923 : Film Foolish de Norman Taurog
- 1924 : Don't Hesitate de Albert Ray
- 1924 : Here and There de Lee Moran
- 1924 : The Cave Inn de Albert Ray
- 1924 : Bargain Day de Albert Ray
- 1924 : Dusty Dollars de Harry Edwards
- 1924 : Fold Up de Albert Ray
- 1924 : Out Bound de Harry Edwards : Matthew
- 1924 : The Lunch Brigade de Albert Ray : The Cafeteria Manager
- 1924 : Family Fits de Arvid E. Gillstrom
- 1924 : Head On de Albert Ray
- 1924 : Turn About de Albert Ray
- 1924 : Good News de Albert Ray
- 1924 : Drenched de Albert Ray
- 1924 : Don't Fail de Lloyd Bacon
- 1924 : Cheer Up de Stephen Roberts
- 1924 : Desert Blues de Albert Ray
- 1924 : Go Easy de Albert Ray
- 1924 : Empty Heads de Lloyd Bacon
- 1924 : Watch Your Pep! de Fred Hibbard
- 1925 : Have Mercy de Stephen Roberts
- 1925 : The Mad Rush d'Albert Ray
- 1925 : Weak Knees d'Albert Ray
- 1925 : High Hopes de James D. Davis
- 1925 : Have a Heart d'Albert Ray
- 1925 : Welcome Danger! d'Albert Ray
- 1925 : Merrymakers de Lloyd Bacon
- 1925 : Inside Out d'Albert Ray
- 1925 : Ship Shape d'Albert Ray
- 1925 : Rock Bottom d'Albert Ray
- 1925 : Fun's Fun d'Albert Ray
- 1925 : Wake Up d'Albert Ray
- 1925 : Look Out d'Albert Ray
- 1925 : Six Miles to Go d'Ernest Van Pelt
- 1925 : In Deep de Charles Lamont
- 1925 : Dog Daze de Charles Lamont
- 1925 : Sweet and Pretty de Jess Robbins
- 1925 : Hot Feet d'Hugh Fay
- 1925 : Slow Down de Jess Robbins
- 1925 : What's Up? de Jess Robbins
- 1926 : Sky Hooks de Jess Robbins
- 1926 : Brotherly Love de Jess Robbins
- 1926 : Hold 'Er Sheriff! de Stephen Roberts
- 1926 : Keep Trying de Zion Myers
- 1926 : Don't Stop de Jules White
- 1926 : Quick Service de Jules White
- 1926 : Scratching Through de Jules White
- 1926 : Tonight's the Night de Jules White
- 1926 : Somebody's Wrong de Jules White
- 1926 : Who's Boss? de Jules White
- 1926 : Meet My Dog de Jules White
- 1926 : Hanging Fire de Stephen Roberts : Cliff
- 1926 : Squirrel Food de Jules White : Cliff
- 1926 : Don't Miss de Stephen Roberts : Cliff
- 1927 : King of the Jungle (en) de Webster Cullison
- 1927 : Hold Fast de Mark Sandrich
- 1929 : Served Hot de Francis Martin
- 1929 : Pep Up de Francis Martin